# Turnedo
«Turnedo» es una canción del cantante español Iván Ferreiro, perteneciente a su primer álbum en solitario Canciones para el tiempo y la distancia, publicado en abril de 2005. El tema fue compuesto por Iván y su hermano Amaro Ferreiro, y fue primer sencillo del disco. En 2011, fue incluida en el álbum grabado en directo Confesiones de un artista de mierda, interpretado en esta ocasión junto a Xoel López. Es habitualmente considerada, por publicaciones especializadas, la canción con mejor acogida de su autor.

## Contexto
Turnedo fue el sencillo con que Iván Ferreiro presentó su primer álbum en solitario, titulado Canciones para el tiempo y la distancia, que salió a la venta en abril de 2005. Hasta entonces, Iván había liderado la banda Los Piratas, un grupo de culto que existió entre 1991 y 2004. Los temas fueron compuestos por Iván y su hermano Amaro Ferreiro, y la mayoría grabados en Finisterre y mezclados en los estudios Red Led de Madrid.

## La canción
Habitualmente se considera una canción de desamor, que alude a una relación sentimental que debería finalizar pero no lo hace. Se trata del tema que define el disco, "haciendo de la debilidad fortaleza", y con una de las letras más explícitas del álbum. Sus referencias metafóricas a la lluvia y a una playa vacía la sitúan en un entorno de tristeza. Iván Ferreiro dijo de ella:

"Yo la defino como una ranchera que no se nota que lo es. Amaro y yo mantenemos la teoría de que todas las canciones son rancheras. Da igual si las hace Radiohead que Sabina o Calamaro. La letra habla en realidad de Amaro. Al principio intenté escribir algo acerca de mí, pero no lo conseguía. No me veía como el personaje de esa canción. Para cantar algo hay que tener asimilado lo que estás diciendo. Por eso esta letra tenía que ser sobre mi hermano".

Años más tarde, Amaro confesó que la playa de la que habla la canción era la Playa América de Nigrán, que podía ver desde la casa de sus padres. Iván manifestó asimismo que el título le fue puesto antes de ser compuesta, ya que era un título sin ningún significado que le rondaba la cabeza.
En 2011, con motivo de la grabación del álbum Confesiones de un artista de mierda, recopilatorio de los mayores éxitos de Iván Ferreiro en solitario y con Los Piratas, se incluyó una versión nueva de Turnedo, en la que el cierre musical de la versión original se convierte en introducción, y que fue interpretada en un dueto por Ferreiro y Xoel López.

## Acogida
«Turnedo» es habitualmente considerada la mejor canción del repertorio de Ferreiro. En 2014, en una encuesta realizada entre sus lectores por la revista especializada Rolling Stone, fue votada como la segunda mejor canción nacional de los últimos 15 años, por detrás de «Años 80», de Los Piratas. La revista EfeEme la consideró una de las canciones imprescindibles de su autor, explicando que "se inclina ante el pop y también le falta al respeto, su melodía es clásica, maestra, comercial, y, sin embargo, el tema carece de estribillo".

## Videoclip
Iván y Amaro Ferreiro grabaron para el álbum Canciones para el tiempo y la distancia un videoclip de realización casera para cada uno de los temas, que fue incluido en un DVD que acompañaba al disco. En el caso de «Turnedo», el videoclip consiste en los dos hermanos interpretando la canción con instrumentos de juguete, Iván al micrófono y Amaro a la guitarra. 